# IL-2 Sturmovik: Forgotten Battles
IL-2 Sturmovik: Forgotten Battles (en ruso: Ил-2 Штурмовик: Забытые сражения, literalmente IL-2 Sturmovik: Batallas olvidadas) es una expansión para el simulador de vuelo de combate de Segunda Guerra Mundial IL-2 Sturmovik. Fue desarrollado por Maddox Games y distribuido por 1C Company (en Rusia) y Ubisoft (en el resto del mundo) a partir de marzo de 2003.

## Motor de juego e innovaciones
El motor de juego es el mismo que el del CD-ROM comercializado ya anteriormente en 2001 aunque con algunas capacidades añadidas, una de ellas, tal vez la más notable, la del reemplazo de las campañas fijas por campañas dinámicas. Esto significa que en la versión anterior del juego, el jugador podía pilotar una misión en el seno de una campaña de misiones, pero sin que su propia acción influyese en el curso de la campaña. Con la llegada de Forgotten Battles y de las campañas dinámicas, la acción del jugador en una misión influye en la situación de inicio de cada misión siguiente, y por lo tanto influye en el curso de la campaña. Otra de las innovaciones de Forgotten Battles en relación con el juego básico es que introdujo en esta serie de simuladores la capacidad del jugador de pilotar aviones multiplaza en los que no sólo se puede ocupar el puesto de pilotaje sino también puestos de ametralladores defensivos.

## Versiones
IL-2 Sturmovik: Forgotten Battles inició la versión 1.1 de la primera generación de simuladores IL-2 Sturmovik. Junto con Pacific Fighters (que inició la versión 3.0 en 2004) Forgotten Battles formó la base de construcción progresiva de la serie hasta la salida al mercado en 2006 de la recopilación de toda la serie con el DVD IL-2 Sturmovik: 1946 (versión 4.7).

## Crítica
En el momento de la salida al mercado de Forgotten Battles, la revista francesa Jeux vidéo Magazine le dio a esta expansión una nota de 17 sobre 20.